# Nämdö

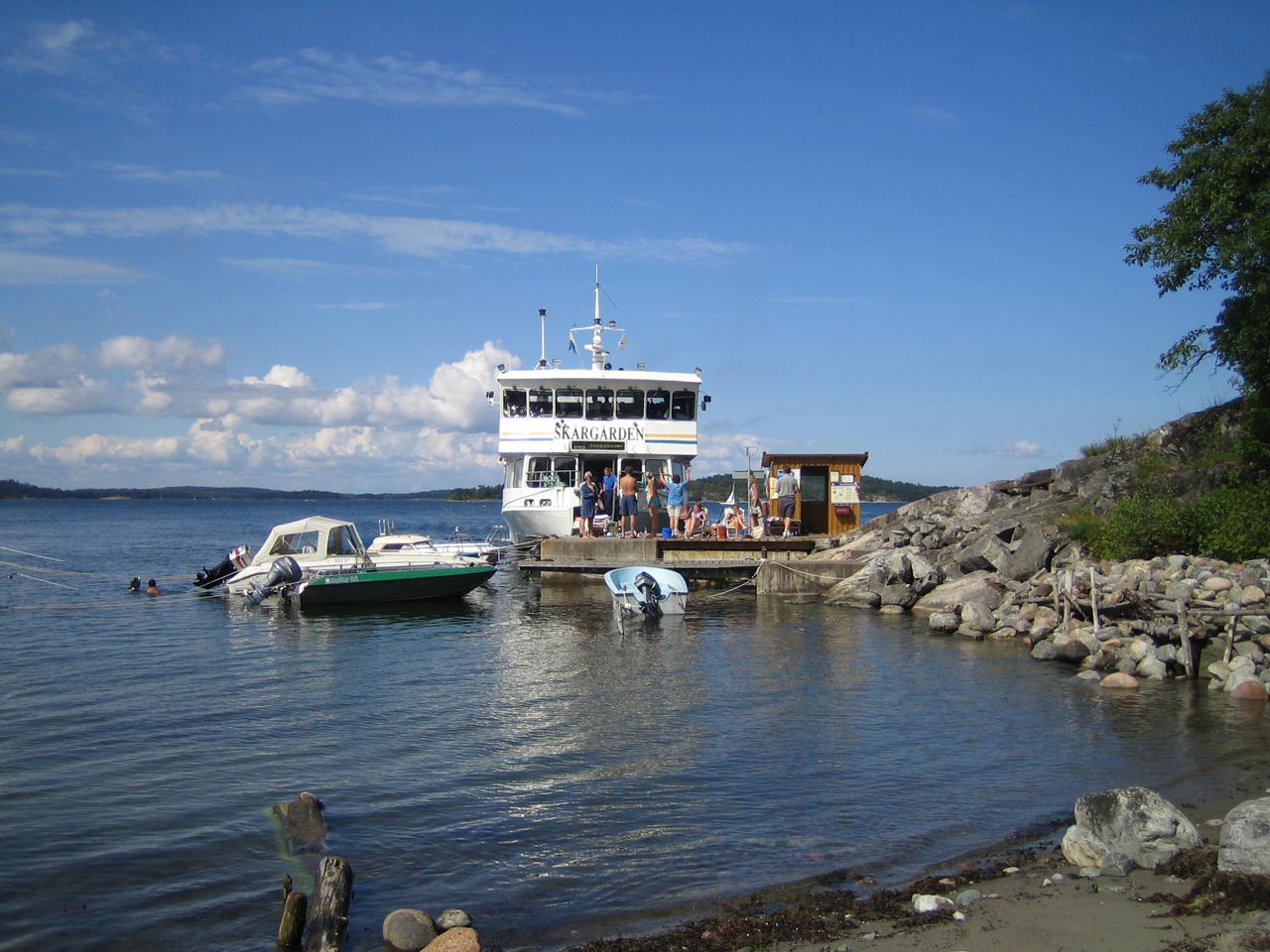
Nämdö Böte

För andra betydelser, se Nämdö (olika betydelser).
Nämdö är en 10,46 km² stor ö och därmed en av de större i Stockholms skärgård. Den ligger i Nämdö socken i Värmdö kommun och i Södermanland. På ön ligger Nämdö kyrka som är församlingskyrka i Djurö, Möja och Nämdö församling.
Nämdö är en bilfri ö med promenad- och cykelvägar. En grusväg (länsväg AB 690) går från Östanviks i nordost till Bunkvik i sydost, cirka fem kilometer, med avtagsvägar till Solvik, Sand och Västerby. I Solvik ligger en livsmedelsbutik, restaurang och bensinmack. 
I Sand ligger hembygdsgården där Nämdö hembygdsförening huserar samt Gamla skolan med skärgårdsmuseum. Vid Östanviks gård bedrivs ekologiskt jordbruk.
Reguljära båtar från Stavsnäs och Saltsjöbaden lägger till vid flera bryggor på Nämdö och öarna runtomkring. 

## Natur
Stora arealer på norra Nämdö ingår i Nämdö naturreservat som även omfattar södra delen av Uvön, Rögrund och Stora Husarn samt stora havsområden i Nämdöfjärden. På Nämdö finns två insjöar, Västerbyträsket i söder och Storträsket i nordväst.

## Etymologi
Ön finns omnämnd i danske kungen Valdemar Sejrs segelbeskrivning från 1200-talet och skrevs då Neffø. Ordet kan innehålla fornsvenska næf som betyder näbb. Det skulle möjligen kunna syfta på någon del av ön som liknats vid en fågelnäbb eller näsa. Den nuvarande formen är troligen ombildat efter ordet nämnd.

## Omgivning
Nämdöskärgården har hundratals öar, kobbar och skär i ett område som sträcker sig från söder om Runmarö i norr till Mörtö-Bunsö i söder. I väster ligger Nämdö- och Jungfrufjärdarna och den östra gränsen är havet, Östersjön. Huvudön Nämdö är cirka sju kilometer lång, två kilometer bred och ligger ungefär fyra mil öster om Stockholm. Ytterst mot havet ligger Bullerön. I Nämdöskärgården bor knappt hundra personer året om, varav cirka 25 på huvudön och resten utspridda på arton omkringliggande öar.